# Volební preference
Volební preference vyjadřovaná v procentech je statisticky odhadovaný podíl hlasů pro určitou politickou stranu nebo kandidáta ve všeobecných volbách. Zjišťuje se výběrovým šetřením na určitém vzorku voličů a je tedy zatížena jistou neurčitostí. Volební preference jsou důležitým atributem před volbami, jelikož mohou plnit jakousi úlohu sebenaplňujícího se proroctví a značně ovlivňovat volbu občanů.
Obzvláště velký vliv mají volební preference v předvolebním období, kdy může špatný výsledek okolo 5 % hlasů (volební klauzule v ČR) znamenat drtivý propad strany. V České republice zpracovávají volební preference a modely především následující společnosti: CVVM, Median, Kantar CZ, Sanep či STEM. Přehledně lze volební preference sledovat na srovnávacím serveru České volby.